# اتحاد الأرض والماء
اتحاد الأرض والماء هي لوحة زيتية للفنان الفلامنكي بيتر بول روبنس رسمها في 1618.تتميز اللوحة بتكوين هرمي، توازن وتناسق في الأشكال تأثرت بالنهضة الإيطالية المتأخرة ولاسيما من قبل فناني البندقية.